# 成宮裕子
成宮 裕子（なるみや ゆうこ、1960年9月10日 - ）は、東海テレビ放送の元アナウンサー。滋賀県彦根市出身。血液型O型。二人姉弟の長女。

## 担当番組
- てれび博物館
- モーニングワイド630
- 三重県アワー知事と語ろう
- リポートあいち
- イブニングニュース600
- 中日新聞テレビ日曜夕刊
- FNN東海テレニュース

| スタブアイコン | サブスタブ | この項目は、まだ閲覧者の調べものの参照としては役立たない、アナウンサーに関連した書きかけの項目です。この項目を加筆・訂正などしてくださる協力者を求めています（PJ:アナウンサー）。 |